# Grigore Trancu-Iași
Grigore Trancu-Iași (23 octombrie 1874, Târgu Frumos - 7 ianuarie 1940, București) a fost un om politic, economist, avocat, profesor universitar, scriitor și memorialist român de origine armeană.

## Familia
Strămoșii săi provind din familia nobiliară armenească Trancu și se află menționați într-un hrisov domnesc din anul 1613, cu ocazia vînzării unei moșii de către Armeanca, văduva unui anume Trancu (Treanholian). Aceștia s-au împrăștiat, cu timpul, în toată Moldova, ulterior și în Muntenia, înrudindu-se prin căsătoriile efectuate cu mari familii armenești. Tatăl său, Lazăr, a fost negustor în Tîrgul Frumos și ajutor de primar iar mama, Ana, se trăgea din cunoscuta familie Ciomac din Botoșani.
Grigore Trancu-Iași este tatăl avocatului și scriitorului Eugen Trancu-Iași și socrul memorialistei Iulia Trancu-Iași. Marta Trancu-Rainer, sora sa, a fost prima femeie chirurg din România.

## Studii
- Cursul primar la pensionul „Karacaș” din Iași
- Gimnaziul „Alexandru cel Bun” din Iași
- Școala Comercială Iași.
- Licențiat în drept al Facultății Juridice din Iași.
- Doctor al Academiei de înalte Studii Comerciale și Industriale din București.

## Activitate profesională
- Funcționar la Banca Națională din Iași (1900).
- Funcționar și șef contabil la Banca Națională din Galați (1902).
- Profesor la Școala Comercială din Galați.
- Avocat de Covurlui (1907).
- Funcționar la Banca Națională din Roman
- Funcționar la Banca Națională din Bârlad.
- Profesor la Școala Superioară de Comerț din București.
- Profesor la Academia de Înalte Studii Comerciale și Industriale din București.
- Profesor la Școala Superioară de Război București.
- Fondator al Corpului Experților Contabili și Contabililor Autorizați din România.
- Profesor la Școala de Științe Politice și Administrative.
- Profesor de drept aerian, al cărui precursor a fost în România, la Școala de Aviație.
- Avocat. Președintele Cercului Avocaților din București.
- Membru al Comisiunei Permanente al Uniunii Avocaților din România.
- Membru al Consiliului de disciplină al Baroului de Ilfov.

## Activitate politică
- Membru al Partidului Național-Liberal.
- Deputat al Partidului Național-Liberal în 1914.
- Deputat (1918, 1920, 1926, 1932).
- Membru fondator al Partidului Muncii (1917 - 1918).
- Ministru de Stat (13 - 30 martie 1920)
- Inițiator al legii conflictelor de muncă (proiectul fiind elaborat de el personal, în 1920).
- Inițiator al legii sindicatelor profesionale (idem, 1921).
- Inițiator al legii privind vagabondajul și cerșetoria (idem, 1921).
- Inițiator al legii încurajării construcțiilor.
- Inițiator al legii plasării în cîmpul muncii (1921)
- Ministru al Muncii și Ocrotirilor Sociale (30 martie 1920 - 16 decembrie 1921).
- Ministru al Cooperației (30 martie 1926 - 3 iunie 1927).
- Reprezentant al României la B.I.T. (Bureau internațional du Travail)
- Fondator al Camerei de muncă.

## Afilieri
- Membru al Societății Universul.
- Membru al Societății Tinerimea Română.
- Membru al Societății Drajna.
- Membru al Societății Cercului de gospodine.
- Membru al Societății Institutului Național al Cooperației.
- Membru al Societății Atheneul Român.
- Președintele Asociației pentru progresul social, Secțiunea România.
- Membru în Comitetul de Direcție al A. P. S. ales de adunarea din Paris Oct. 1932.
- Președinte de onoare al Corpului Contabililor autorizați și experți contabili din România.
- Președinte al grupului guvernamental la conferința internațională a muncii dela Geneva din 1927. (Președintele conferinței Sir Atall Cheteryec grup patronal Jules Carier și a grupului uvrier C. Mertens).
- Președinte al Ocrotirilor orfanilor din război.
- Membru al Societății și membru al Camerei de Comerț Internaționale.
- Membru corespondent al Camerelor de Comerț din București, Galați și Ploiești.
- Întemeietor și Președinte de onoare al Academiei de Export din Galați.
- Membru în Comisia de unificare legislativă
- Membru de onoare al Soc. Academique de comptabilite, Bruxelles.
- În Comitetul de patronaj al Corpului Internațional din Bruxelles în Amsterdam. Ianuarie. 1926.
- Președinte de onoare al Soc. Esperanto în România.
- Reprezentant în România al Federation internaționale des Batiments et des Travaux Publics afiliată la Federazione Nazionale Fascista dei Construttori ed inpieditori di Opere publiche e Privati ed Industriali affini di Roma.
- Membru al Clubului internațional din Geneve.

## Legi și expuneri de motive
- Legea pentru reglementarea conflictelor de muncă. – 1920.
- Legea pentru organizarea sindicatelor profesionale. – 1921.
- Legea pentru organizarea plasărei. – 1921.
- Legea pentru înfrânarea cerșetoriei și vagabondajului. – 1921.
- Unificarea administrativă a asigurărilor sociale și întinderea acestor organizațiuni în Basarabia. – 1921.
- Ante-proiectul legei asigurărilor sociale. – 1927.
- Legea pentru asigurarea comercianților. – 1926.
- Legea pentru organizarea Camerelor de Muncă și Consiliul Superior al Muncii. – 1927.
- Proiectul pentru contractul de muncă. – 1921 și 1927.
- Legea pentru organizarea serviciului de inspecție al Muncii. – 1927.
- Legea pentru fondurile căminului de ucenici. – 1927.
- Legea pentru încurajarea construcțiunilor și construcții populare. – 1921 și 1927.
- Ante-proiectul pentru organizarea Cooperației și crearea Consiliului superior al Cooperației. – 1927.

## Volume și broșuri
- Societăți cooperative. – Iași, 1899.
- Cursul schimbului și dobânda. – Iași, 1900.
- Rolul registrelor comerciale în faliment. – București, 1901.
- În chestia moratorului. – București, 1905.
- Administrațiunea societăților anonime. – Iași, 1905.
- Galații și tarifele de transport (în colaborare cu d. Aurel Bunea). – 1906.
- Absolvenții școalelor comerciale și comercianții noștri. – Focșani, 1911.
- Concepția juridică a bancrutei. – București, 1912.
- Responsabilitatea administratorilor în societățile ano-nime. – București, 1912.
- Câteva articole în chestiunea meseriașilor și muncitorilor. – Galați, 1912.
- Depozite spre fructificare. – București, 1913.
- Curs de comerț și contabilitate, pentru școale comerciale superioare. – București, 1914.
- Starea funcționarului. – Galați, 1914.
- Muncitori și Meseriași. – Galați, 1914.
- Discuțiunea asupra legei măsurilor excepționale. – Monitor, 1914.
- Raportul bugetului Ministerului de Finanțe. – Monitor, 1916.
- Legea cerealelor. – Monitor, 1916.
- Cum mi-am făcut datoria. Activitatea mea parlamentară în Camera de revizuire. – 1914.
- Măsurile economice și financiare în timpul războiului actual. – București, 1915.
- Legea măsurilor excepționale, în vederea mobilizărei. Observațiuni prezentate în cameră. – Galați, 1915.
- Drept comercial, opțiuni și controverse. – Registre, Vânzări, Societăți, Cambii, Falimente, etc.
- Reforma agrară și electorală. – (Discurs rostit în cameră).
- “Bibl. Partidului muncii” No. 4. – Iași, 1917.
- Patru ani în constituantă. Activitatea mea parlamentară de la 1914-1918. (Cuvântări, propuneri, rapoarte, întrebări). – Bârlad, 1918.
- Activitatea mea parlamentară la Iași, (Iunie-Octombrie 1918). – Chestiuni economice și financiare. – Sindicate industriale. – Banca Națională. – Buget provizor. – Centrala devizelor. – Credite funciare. – Organizarea muncii. – Impozit asupra beneficiilor de război. – Înprumuturi. – Edit. Stănciulescu, 1919.
- Legea regulamentării conflictelor de muncă. (Expunere de motive – Discurs). – 1920.
- Legea sindicatelor profesionale. (Expunere de motive). – 1921.
- Legea vagabondajului și cerșetoriei. (Expunere de motive). – 1921.
- Legea încurajării construcțiilor. (Expunere de motive). – 1921.
- Legea plasării. (Expunere de motive). – 1921.
- Activitatea mea ca ministru al Muncii. (Martie 1920-Decembrie 1921). – București, 1922.
- Noțiuni elementare de comerț și contabilitate. – Editura Socec & Co. 1925, București.
- Probleme sociale. – Edit. Stănculescu, 1923, București.
- Problema locuințelor. – Edit. Stănculescu, 1923, București.
- Colaborarea capitalului străin. – 1923.
- Pledoaria mea, în procesul Christescu. – 1924.
- Rolul Galaților în viața neamului. – 1924.
- Organizarea Internațională a muncii. – 1924.
- Pro Domo. – București, 1926.
- Jean Jaurès. – Colecțiunea “Probleme și idei”. – 1925.
- Cetind pe Romain Rolland. – București, 1926.
- Codul Cooperației. – București, 1926.
- Prieteni dispăruți. – București, 1926.
- Cântecul vârtelniței. – București, 1926.
- Cooperația. – București, 1926.
- La Réglementation des conflits du Travail en Roumanie. – București, 1926.
- Le comerce interieur et exterieur de la Roumanie, în colaborare cu George Stroe. – București, 1926.
- Le législation sociale en Roumanie. – București, 1926.
- Noi orientări economice. – București, 1927.
- Eroismul Bunătăței. Ludwig van Beethoven. – Craiova, 1927.
- Camerele de Muncă și Consiliul Superior al Muncii. – Discurs, 1927.
- La Roumanie au Travail, în colaborare cu George Stroe. – București, 1927.
- Ce am realizat. – activitatea mea ca ministru 1926-1927. – București, 1926.
- Discurs la legea construirei de locuințe. – București, 1926.
- Regele Ferdinand I și problemele sociale. – București, 1928.
- Drept aerian. – București, 1928.
- Legislația muncitorească și cooperatistă. – București, 1928.
- Animatori. – Brăila, 1929.
- Cehoslovacia. – București, 1929.
- Cartea mare și cartea mică. – București, 1929.
- Cooperația și clasele orășenești. – București, 1929.
- La coopération et les classes sociales moyennes. (Communication presentée au XIV Congrès international d’Agriculture). – București, 1929.
- Aspecte economice. – 1930.
- Prin solidaritate la izbândă. – 1930.
- Societăți anonime. – Teză de doctorat. 1930.
- Creatori. – 1930.
- Contabilitatea meseriașului. – 1930.
- Înfăptuiri. –Conferință ținută la Ateneul Român. – 1930.
- Un deceniu de politică socială. – 1931.
- Vrem prin muncă altă soartă. – 1930.
- Rapport presenté à la 27-ième conférence de l’Union interparlamantaire. – București, I. X. 1931.
- Ritm nou. Dezbateri parlamentare. – Iunie-Iulie, 1931.
- Spre alte zări, conferință ținută la Ateneul Român. – 1931.
- “Drepturi civile femeilor”. – Edit. “Curierul judiciar”, 1932.
- “Zi de zi”, de strajă la interesele obștești în Parlamentul țării. – Noembrie 1931-Aprilie 1932. – Edit. Tipografiile Române-Unite, 1932.
- Eminescu Economist. – 1933.
- Ciclul realizărilor (5 conferințe la Ateneul Român). – 1933.
- Rolul librarului ca factor cultural – 1933.
- Cronici juridice. – Edit. “Curierul judiciar”, 1933.
- Curs de Corespondență Comercială Română. – Partea I și II, 1932-33.
- Amintiri ieșene. – București, 1933.
- Drept aerian. – Ed. II. (Edit. “Arpa”, 1933).
- Meseriașul în fața marei industrii. – București, 1934.
- Corespondența comercială din punct de vedere al vânzărei. – București, 1934.
- Relațiunile Administrațiilor Publice cu Publicul. – București, 1934.
- Cultura Oficială și Neoficială. – București, 1934.
- Aviația în slujba expansiunei economice. – București, 1934.
- Beethoven, Chopin, Enescu. – 1935.
- Corespondența Comercială Română, Partea I, II, III. – 1931-1935.
- Școala Contribuabililor. – București, 1935.
- Emil Verhaeren. – București, 1936.
- Pro Polonia. – București, 1936.
- Începuturile Ministerului Muncei. – București, 1936.
- George G. Mârzescu. – București 1936.
- La législation sociale en Roumanie (extrait du Bulletin de la Société de législation comparée roumaine). – Bucharest, 1936.
- Réalisation roumaines dans le domaine du droit ouvrier. (conférence tenue à l’Université de Poznan Pologne). – Bucharest, 1936.

## Decorații
- Mare ofițer al ordinului Mauriciu Lazăr din Italia.
- Mare cruce a ordinului Coroana României.
- Mare ofițer al ordinului Steaua României.
- Membru al ordinului „Order of Saint Margaret" (Anglia)

## Volume despre Grigore Trancu-Iași
- Iuliana Anton, Viața și opera lui Grigore Trancu-Iași, editura „Ararat", București 1998.